# 長谷川輝雄

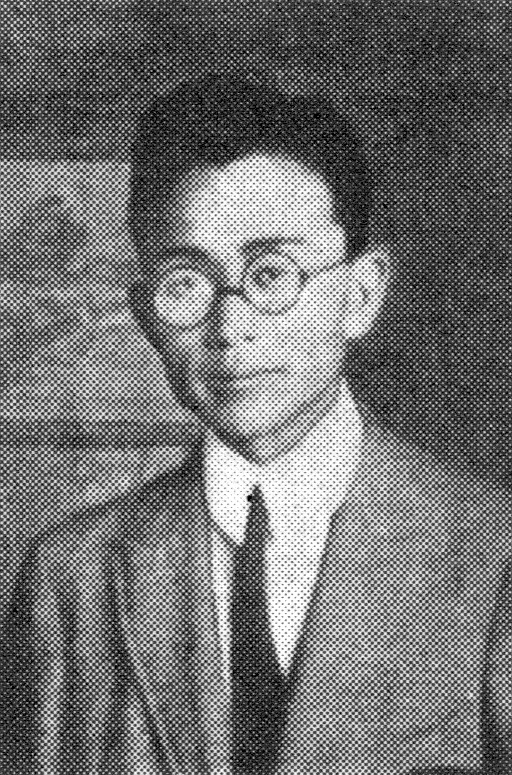
長谷川輝雄

長谷川 輝雄（はせがわ てるお、1896年 - 1926年5月15日）は日本の建築史家。「四天王寺建築論」等を著したが早世した。
滋賀県生まれ。旧制第三高等学校を経て、1922年に東京帝国大学建築学科を卒業。卒業論文は「近代建築思潮と表現」。大学院で建築史の研究を進め、翌年、同大工学部助教授に就任。1926年、30歳で病没。
大阪の四天王寺の建築は江戸時代の再建によるものだが、伽藍配置に創建当時の様相を残しており、高麗尺（大化の改新以前に用いられていた）で計画されていたと論じた。

## 著作
- 法隆寺東院創立当時の計画
- 四天王寺建築論